# Mpio

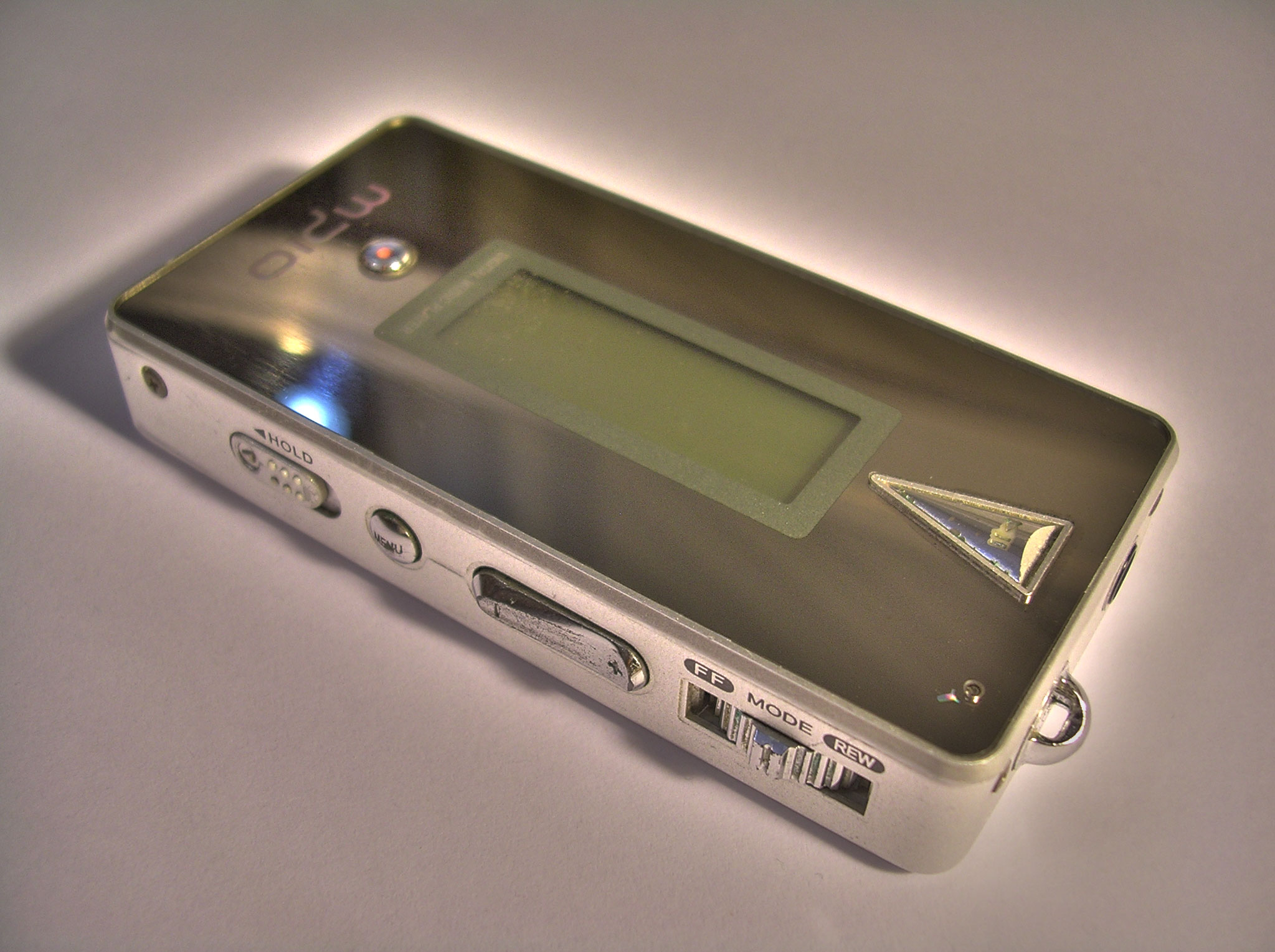
M-Pio FL100 MP3 player

M-Pio Co, Ltd.はデジタルオーディオプレーヤーなどの電子機器を製造する韓国の企業。本社所在地は韓国の京畿道城南市盆唐区亭子1洞。1998年創業。

## 概要
かつてiriver、Cowonと並ぶ韓国の3大MP3プレイヤーメーカーの1つであった。
同社は以前Digital Way Co, Ltd.,及びYes Com Co, Ltd.,として知られ、ポータブルデジタルオーディオプレーヤー（MP3プレーヤー）や映像再生機器の製造を行っていた。
MP3プレイヤーの最初期から参入しており、Sumsung、Creative、TATUNG等のOEM供給をし、ダイヤモンド・マルチメディア・システムズのRioシリーズと並び人気を博した。その後はフラッシュベースのプレイヤーについては、FL、FYシリーズがiriverのiFPシリーズと並び人気を博したが、ハイエンドのHDDプレイヤーはAppleのiPod、同国のReigncomのiRiver iHPシリーズ、CowonのXシリーズ等に大きく遅れをとり、PMPもMpio Oneの投入を予定していたが、大幅に機能削減し、iriverのPMPシリーズ、CowonのA2に遅れをとった。その後の生産拠点を中国へ移転後、製品の開発の遅れや発表後の開発中止もしくは機能を削減したものを発売する等、会社運営が難航する。さらに、主力のフラッシュベースのプレイヤーにおいて、iPod nano、iPod Shuffleのの登場によりシェアを急激に落とした。
iPod Touch登場後はCowonは精力的に製品展開するもここでも遅れをとり、更に、韓国国内ではiriverのAstell&Kern、CowonのPlenueなどプレミアムクラスのプレイヤーが登場するも、その流れについていけず、デジタルオーディオプレイヤー事業から撤退することとなった。
MPIO製品の特徴として、語学学習に最適なA-Bリピート機能や再生速度変更機能があり、再生速度変更は他のメーカーの同機能と異なり、ピッチを変えることなく最大200%速度を上げることができる。(一部機種を除く)
しかし、近年のモデルにはこの機能が削除される傾向にある。
なお、USBマスストレージクラスにはFY200から対応しており、以降の製品すべてに対応している。

## 略歴
- 1998年 - サムスンを退社したWoo Jung Kuが設立。
- 1998年11月 - サムスンにMP3プレイヤーの開発を請負ようになり、yepp YP-EやYP-Dの開発を担当。同製品はクリエイティブにも供給され、後に自社ブランドでも発売された。
- 2000年に自社のMpioブランド立ち上げ。
- 2001年4月 - AD-DMG64の発売を皮切りにアドテックを販売代理店として日本市場に参入する。
- 2003年 - HD100でHDDプレイヤーに参入。他社からのOEM品も販売するようになる。
- 2004年10月 - 社名をDigital WayからMPIOに変更。
- 2005年 - 生産拠点を韓国国内から中国へ移転。韓国モデルと中国モデルでは同じ名前の製品でも内部が全く異なる。また、生産開始前にクローン品が流出するなど問題となり、生産開始時期を遅らす等工夫をした。更に、既に発表済みのモデルもリリースの取り止めや大幅に改悪した製品になる。そんな中、アメリカではアップル、韓国国内ではアップルの他、ReigncomやCowonが躍進したため経営が悪化した。
- 2005年10月末 - 韓国MPIO社100%出資の子会社エムピオ・ジャパン株式会社を設立。
- 2006年 - SWNETに買収され、ダイヤモンド事業に参入したMPIO Co,とMP3プレイヤー事業を行うMPIO INTERNATIONALに分かれる。また、Woo Jung Kuが退社。
- 2008年9月 - MPIO Co,がINNOBLUEに社名を変更。
- 2008年12月1日 - エムピオジャパンの業務を終了し、日本市場から撤退。
- 2009年 - MPIO INTERNATIONALからMPIO WAYに社名を変更。
- 2013年MP3事業から撤退

## 分野
- MP3プレーヤー
- ボイスレコーダー
- デジタルAV
- ICC (Intelligent Contact Center)

## 世界展開
- Digital Way Inc.（米国）
- M-Pio Peros GmbH（ドイツ）
- Digital Way Shanghai Co, Ltd.（中国）

### 日本法人
日本法人はエムピオ・ジャパン株式会社で、韓国mpio社が100%出資して設立した。所在地は横浜市西区北幸2-10-33マニュライフプレイス横浜4F。日本法人設立以前は、アドテックが国内総代理店としてmpioデジタルオーディオプレーヤーの販売を行っていた。しかし世界不況の煽りを受け資金調達の難航、ウォン相場の暴落
が重なって2008年12月1日に日本国内での販売、電話サポートを終了した。修理については引き続き行うとしている。

## 製品
以下の製品の内、いくつかは既に製造中止になっている。なお括弧内のAD-xxという商品名はアドテックが販売していた頃の日本版の商品名である。

### デジタルオーディオプレーヤー

#### CD-R / CD-RWモデル
- CMG (AD-CMG300)
- CL100 (AD-CL10) - 韓国のERATECHからODM供給されているプレイヤー。[1]なお、ERATECHが展開するbeatsoundsブランドの製品は日本では同じくアドテックが販売していた。

#### HDDモデル

##### 第一世代
- HD100
2003年発売の初のHDDモデル。2.5インチ40GBのHDDを採用している。MP3、WMAの再生に対応。

##### 第二世代
- HD 300
- HD200
2004年発売。300は1.8インチHDDで20GB、40GB、200は1インチHDDで5GBを採用。MP3、WMA、Vorbrsの再生に対応。

##### 第三世代
2005年に1.8インチHDDを搭載したHD500とHD400が発表されたが、HD500は発売中止、HD400は、約1年遅れで発売された。
- HD400
2006年発売。8GBの1インチHDDを採用。

#### フラッシュメモリモデル

##### 第一世代
過去にサムスンやクリエイティブ等、他社へ供給していたモデルの自社バージョン。
- DMU10
- DMV10
- EX-MP
- DMY10
- DMJ10

##### 第二世代
初のオリジナルモデル2001～2002年発売。
- DMシリーズ
  - DMG (AD-DMG)
  - DMK (AD-DMK)
  - DME (AD-DME)
  - DMB
  - DMG Plus (AD-DMG Plus) - Mpioシリーズ発売1周年記念モデル。
  - DMB Plus

##### 第三世代
韓国製はSoCにPhilipsのPNX0101を採用。中国製はSamsungのSoCが使われている。
- FDシリーズ
DMGの後継
  - FD100 (AD-FD10)

- FLシリーズ - ネックレスタイプ
DMBの後継
  - FL100 (AD-FL10)
  - FL300 (AD-FL300)
  - FL350

- FYシリーズ
DMKの後継
  - FY200 (AD-FY200)
  - FY400
  - FY500
  - FY600

- FGシリーズ - フラッシュプレイヤーのハイエンドモデル
2005年に発表されたFG-200(mpio one)は発売されず、他社OEM品が代わりに発売された。
  - FG-100 (AD-FG100)

##### 第四世代
中国製に移行した。
- FLシリーズ - ネックレスタイプ
  - FL400
  - FL500

- FYシリーズ
  - FY500SE
  - FY600SE
  - FY700
  - FY800
  - FY900
  - FY950
  - FY1000

- FEシリーズ
  - FE100

- MGシリーズ - ハイエンドモデル
  - MG100
  - MG200
  - MG250
  - MG300
  - MG350

- MLシリーズ - エントリーモデル
  - ML100
  - ML300

- PDシリーズ
  - PD100

- FGシリーズ
  - FG300

- Qシリーズ
  - Q5
  - Q10

- VOXX

### 他社製
- FL200 - Beadsounds EMP-ZのOEM
- FY300 (AD-FY300) - Stormblue Xuke MP-500のOEM
- MPIO-one(FG-200) - Sorell社のmini-PMP SF3500のOEM品。
- MO100 - Grundig's MPixx 2000のOEM品。

### PMP
- V7
- V10

### HMC
- X3

### ETC
- HS200
- HS100
- DC100